# Black Tape for a Blue Girl
Black Tape for Blue Girl (Traduzida como Fita preta para uma garota azul) é uma banda americana música gótica formada em 1986. Suas músicas incorporam elementos de ethereal, ambiente, Darkwave e neo-clássica. O Diretor David Lynch é um de seus maiores fãs.
Liderado pelo empresário da Projekt Records Sam Rosenthal, os integrantes da banda mudaram significantemente durante o tempo da banda.
O estilo de black tape for a blue girl é geralmente descrito como "gótico", mas a banda nem sempre fazia músicas góticas ou darkwave. Suas canções em geral, têm como temas melancolia e é cantado pela poética voz de Lisa Feuer. Muitas das letras são escritas por Rosenthal, na qual freqüentemente expõe suas emoções de amor, vulnerabilidade, isolamento, perdas, ciúmes e paixão.
Geralmente os fãs gostam mais do álbum remnants of a deeper purity, porém o álbum que mais teve sucesso foi o the scavenger bride.

## Membros
- Sam Rosenthal - teclados
- Lisa Feuer - flauta e vozes
- Elysabeth Grant - voz e violino
- Brett Helm - voz
- Michael Laird - guitarra acústica e voz

## Discografia
- The rope (1986)
- Before the buildings fell (1986)
- Mesmerized by the sirens (1987)
- Ashes in the brittle air (1989)
- A chaos of desire (1991)
- This lush garden within (1993)
- The first pain to linger (1996)
- Across a thousand blades - a retrospective (1996)
- Remnants of a deeper purity (1996)
- With my sorrows (1997)
- Maxi-cd (1998)
- As one aflame laid bare by desire (1999)
- The scavenger bride (2002)
- With a million tear-stained memories (2-CD) (2003)
- The Scarecrow (single) (2004)
- 'PROMO16 / 2002 sampler (2004)
- Tarnished (single) (2004)
- Halo Star (2004)
- A Dark Cabaret (2005)
- 10 Neurotics (2009)